# Хуго I фон Финстинген
Хуго I фон Финстинген (на немски: Hugo I von Vinstingen; * пр. 1270; † сл. 1304) е господар на Малберг в Айфел и Финстинген в регион Лотарингия, господар на Димеринген и рицар.

## Произход
Той е син на Бруно фон Финстинген (* пр. 1238; † 1270) и първата му съпруга с неизвестно име. Баща му се жени втори път за Кунигунда фон Лютцелщайн († сл. 1270). Внук е на Мербодо II фон Малберг († сл. 1225) и съпругата му Ита фон Мандершайд († 1237). Племенник е на Хайнрих II фон Финстинген († 1286), архиепископ на Трир (1260 – 1286).

## Фамилия
Хуго I фон Финстинген се жени за Катарина фон Цвайбрюкен (* пр. 1261; † сл. 1275), дъщеря на граф Хайнрих II фон Цвайбрюкен († 1282) и Агнес фон Еберщайн († 1284). Те имат децата:
- Ита фон Финстинген († между 12 ноември 1296 – 10 март 1297), омъжена сл. 1254 г. за Рудолф фон Флекенщайн († между 6 април 1267 – 13 април 1270)
- Хайнрих фон Финстинген († сл. 1309), капитулар в Трир
- Хуго II фон Финстинген (* пр. 1307; † 1329), има осем деца
- Валрам фон Финстинген-Шваненхалс (* пр. 1290; † сл. 1345), капитулар в Щрасбург, Трир и Мец
- Агнес фон Финстинген-Шваненхалс (* пр. 1301; † сл. 1331), омъжена сл. 1294 г. за рицар Боемунд II фон Саарбрюкен–Дагщул (* пр. 1294; † 24 декември 1339), син на Боемунд I фон Саарбрюкен
- София фон Финстинген († сл. 1296), монахиня във Вире близо до Сарбург
- Елизабет фон Малберг

## Галерия
- Замък Малберг (1635)
- Дворец Малберг (2012)
- Дворец Финстинген